# Municipio de Loud
El municipio de Loud (en inglés: Loud Township) es un municipio ubicado en el condado de Montmorency en el estado estadounidense de Míchigan. En el año 2010 tenía una población de 293 habitantes y una densidad poblacional de 3,15 personas por km².

## Geografía
El municipio de Loud se encuentra ubicado en las coordenadas 44°54′24″N 84°3′38″O / 44.90667, -84.06056. Según la Oficina del Censo de los Estados Unidos, el municipio tiene una superficie total de 92.88 km², de la cual 92,64 km² corresponden a tierra firme y (0,26 %) 0,24 km² es agua.

## Demografía
Según el censo de 2010, había 293 personas residiendo en el municipio de Loud. La densidad de población era de 3,15 hab./km². De los 293 habitantes, el municipio de Loud estaba compuesto por el 98,29 % blancos y el 1,71 % eran de una mezcla de razas. Del total de la población el 0 % eran hispanos o latinos de cualquier raza.